# بخش بلک هامر، شهرستان هوستون، مینه سوتا
بخش بلک هامر (به انگلیسی: Black Hammer Township) یک منطقهٔ مسکونی در ایالات متحده آمریکا است که در شهرستان هیوستون، مینه‌سوتا واقع شده‌است.
 بخش بلک هامر ۹۲٫۵ کیلومتر مربع مساحت و ۳۲۶ نفر جمعیت دارد و ۳۲۱ متر بالاتر از سطح دریا واقع شده‌است.